# 藤原良綱
藤原 良綱（ふじわら の よしつな、生没年不詳）は、平安時代中期から後期のかけての貴族。藤原北家長良流、摂津守・藤原範永の子。官位は正四位下・但馬守。

## 経歴
後冷泉朝の天喜4年（1056年）源頼義の後任の陸奥守に任ぜられる。しかし、同年発生した阿久利川事件をきっかけに頼義と安倍頼時が戦闘状態に入ったことから、良綱は陸奥国に赴任しようとしなかった。そのため、12月になって頼義が陸奥守に重任されることになり、良綱は兵部大輔に転じた。
のち、後三条朝から白河朝にかけて、周防守・阿波守・但馬守と地方官を歴任している。

## 官歴
- 時期不詳：見伊勢守従五位下[1]
- 天喜4年（1056年） 日付不詳：陸奥守[2]。12月29日：兵部大輔[3]
- 康平3年（1060年） 7月17日：見散位[4]
- 治暦4年（1068年） 11月28日：見周防守[5]
- 承暦元年（1077年） 12月18日：見阿波守[6]
- 永保元年（1081年） 11月21日：見阿波守[7]
- 応徳2年（1085年） 8月29日：見但馬守[8]
- 元永元年（1118年） 12月12日：故但馬守[9]

## 系譜
『尊卑分脈』による。
- 父：藤原範永
- 母：藤原能通の娘
- 妻：源頼国の娘
  - 男子：藤原孝清
- 生母不詳の子女
  - 男子：宗覚
  - 男子：真尊
  - 男子：維覚
  - 女子：源師忠室 - 藤原師通家女房
  - 女子：高階泰仲室